# 아티샤
아티샤 디판카라 슈리잔나(벵골어: অতীশ দীপঙ্কর শ্রীজ্ঞান 아티쉬 디판카르 슈리잔, 생몰: 982년 ~ 1054년경)는 벵골의 불교 교사이자 지도자였다. 그는 일반적으로 오늘날 인도 비하르주의 비크라마쉴라 승원에서 저술한 그의 작품과 관련이 있다. 그는 아시아에서 11세기 대승 불교와 금강승 불교를 확산시킨 주요 인물로 수마트라와 티베트로 여행을 다녔다. 아티샤는 주요 제자인 드롬똔과 함께 티베트 불교의 신번역 학파 중 하나인 까담파의 창시자로 여겨진다. 14세기에 까담파는 그 가르침을 받아들여 겔룩파에게 승단이 흡수되며 교체되었다.